# Antiphrisson schurovenkovi
Antiphrisson schurovenkovi är en tvåvingeart som beskrevs av Pavel Lehr 1970. Antiphrisson schurovenkovi ingår i släktet Antiphrisson och familjen rovflugor. Inga underarter finns listade i Catalogue of Life.